# Rokudenashi Blues
Rokudenashi Blues (ろくでなしBLUES?) è un manga di Masanori Morita serializzato su Weekly Shōnen Jump dal 1988 al 1997, e pubblicato su 42 tankōbon. Dal manga sono stati tratti due film anime diretti da Takao Yoshisawa nel 1992 e nel 1993.

## Trama
La storia vede protagonista Taison Maeda (前田太尊?, Maeda Taison), uno studente poco raccomandabile dell'istituto Teiken High (帝拳高校?), che sogna di diventare campione mondiale di boxe. Il manga segue Maeda (ed i suoi amici e rivali) nel corso dei tre anni di scuola superiore, mentre diventan pian piano uno dei combattenti più forti e conosciuti in tutte le scuole superiori di Tokyo.
Rokudenashi Buru-chu sono delle brevi storie umoristiche che accompagnano i capitoli del manga e che vedono protagonisti i personaggi del manga in versione super deformed.